# BB 9400
,
Cette série de locomotives polyvalentes légères a été commandée pour remplacer les locomotives à vapeur sur les lignes secondaires électrifiées, en trafic voyageurs et marchandises.

## Description
D'une puissance modérée, elles ont accompli leur tâche pendant près de trente ans avant d’être jugées inaptes à la traction de trains de marchandises devenus de plus en plus lourds. Leur réforme a alors été entamée en 1994. Machines robustes et faciles à dépanner en ligne, elles étaient appréciées par la majorité des conducteurs.
Tout au long de leur carrière, elles ont été familières de la ligne des Causses, de Béziers à Neussargues, leur poids « plume », leur centre de gravité bas et leurs bogies s’accommodant d’une voie fragile.
On distingue deux sous-séries caractérisées par leur apparence :
- BB 9401 à 9435: toiture "basse", pantographes montés sur deux larges réhausses
- BB 9436 à 9535: toiture "haute", pantographes montés sur des petits blocs

De plus, 5 exemplaires (9531 à 9535) ont été équipées de boîtes d'essieux à rouleaux, de pantographes spécifiques, d'une commande de frein type PBL2 (au lieu du robinet H7A) et d'un double-réducteur manœuvrable à l'arrêt (PV 120 km/h, GV 180 km/h), ce qui permettait leur utilisation comme machines de vitesse,.
Les prototypes tricourant BB 26000, ultérieurement 30000 sont dérivés de ces versions, 
car un projet de version bi-courant (25 kV 50 Hz/ 1500 volts continu), avait été élaboré par la SNCF. Cependant ce projet ne vit pas le jour.[réf. nécessaire]
Au début de leur carrière, seules les machines BB 9461 à 9516 et 9531 à 9535 étaient équipées pour la marche en unités multiples (UM) leur permettant de tracter des trains complets lourds d’hydrocarbures de 3 200 t au départ de la gare de triage de Badan (via Lyon-Perrache) à destination de Dijon-Perrigny. Par la suite les autres machines de la série en furent également équipées.
Les 9533 et 9535, grâce à leur équipement GV, ont été affectées à la traction (et à la pousse) à 160 km/h de la rame "Cyclope" sur la relation Paris-Austerlitz - Orléans - Tours - Poitiers. Cette rame composée de voitures USI fut de 1972 à 1978 une expérimentation du principe des rames réversibles, couramment utilisées pour la banlieue parisienne et les omnibus, sur des relations express inter-villes imposant des rebroussements. La voiture-pilote doit son surnom "Cyclope" au poste de conduite sommairement aménagé à la place d'un cabinet de WC, et présentant une unique vitre frontale. Cette expérimentation réussie permettra le développement des rames corail réversibles à partir de 1978.
À la fin des années 1980, l'augmentation du trafic fret impose des vitesses et des tonnages plus élevés, et nécessite le recours aux BB 8500 plus puissantes, utilisées alors pour la traction de rames légères réversibles. Il est donc décidé de rendre apte à la réversibilité 42 BB 9400 pour les remplacer à cette tâche. De nombreuses modifications sont apportées, certains engins étant reconstruits à partir d'éléments provenant de plusieurs machines.
Ces machines sont renumérotées dans la série BB 9600, le reste de la série est réformé en 1994 pour les dernières unités.

## Services effectués
- Paris - Tours
- Paris - Orléans - Tours - Poitiers, avec la rame réversible "Cyclope" (rebroussements à Orléans et Tours)
- Paris - Limoges
- Bordeaux - Montauban
- Béziers - Neussargues
- Ambérieu - Culoz - Bellegarde
- Ambérieu - Culoz - Chambéry
- Lyon - Valence - Avignon
- Valence - Tournon - Miramas (via la rive droite du Rhône)
- Lyon - Saint-Étienne
- Bordeaux - Le Verdon

(liste non exhaustive)

## Livrées successives
Les BB 9400 ont connu successivement les livrées et transformations suivantes :
- livrée d'origine : vert bleuté clair 313 renforcé d'un liseré en bas de caisse et de la zone des persiennes en vert bleuté foncé 312, ainsi que des accessoires en aluminium : des moustaches en forme d'ailes sous les baies et des enjoliveurs de feux reliés d'avant en arrière par un filet de peinture grise ; la zone de l'attelage est rouge;
  - dans les années 1960 le renforcement des cabines conduit à la suppression des baies d'angle ;
  - les traverses d'extrémité perdent le carénage de l'attelage et des accouplements, et les jupes d'angle sont supprimées ;
  - à partir des années 1970 les poignées des portes d'accès aux cabines ont été déplacées : initialement en position haute près de la fenêtre, elles sont placées en bas dans un logement qui servait auparavant à tirer la porte pour la fermer.
  - fin des années 1970 : pose de phares et de feux rouges unifiés ;
  - début des années 1980, les moustaches et enjoliveurs de phares en aluminium sont déposés ;
- livrée Arzens à dominante "chocolat" sur fond gris clair appliquée à une partie de la série (selon un schéma aussi appliqué à quelques BB 9200 en dominante chocolat ou vert)
- livrée vert clair à larges bandes blanches latérales, surnommée "Béziers"
  - les marquages latéraux abandonnent les chiffres en relief et sont sérigraphiés (marquage type "Oullins")
- livrée béton, en 1985, à base de gris béton 804 avec moustache sous les baies frontales et bande ceinturant la caisse (au niveau de la partie supérieure des traverses) peintes en orange 435 ;

Cette livrée sera appliquée à la série modifiée en BB 9600 pour assurer la réversibilité avec les RIO (Rames Inox Omnibus) en remplacement des BB 8500 pour le service cadencé Stelyrail entre Lyon et Saint-Étienne.

## Dépôts titulaires
- Avignon (à partir de 1961)
- Paris-Sud-Ouest (de mars 1963 à avril 1965, puis un seul exemplaire jusqu’en 1973)
- Lyon-Mouche (à partir de 1966)
- Bordeaux (à partir de 1981)
- Tours-Saint-Pierre (à partir de 1990)

## Machines conservées
- La BB 9411, exposée au Musée du Chemin de Fer de Nîmes, est la dernière machine de la série encore existante.
- La BB 9460, en livrée « Béziers », appartenait à l'Association française des amis du chemin de fer (AFAC) ; longtemps laissée à l’abandon à la gare marchandises de Montpellier - Arènes, elle a été démolie en 2008.

## Séries étrangères dérivées
Lorsqu’en 1960 l’administration hongroise passa commande d’une série prototype de sept machines V43 (en) au Groupement 50Hz, c’est la BB 9400 française alors en cours de livraison qui servit de base à son étude. Après cette première série de sept machines construites à Essen (Allemagne), 372 machines supplémentaires furent construites sous licence par Ganz à Budapest.

## Modélisme
- Cette locomotive a été reproduite en HO et N par la firme Lima et en H0 par LS Models.